# Корепанов Олександр Германович
Коре́панов Олекса́ндр Ге́рманович (*23 квітня 1951, Іжевськ) — удмуртський композитор, Заслужений діяч мистецтв Удмуртії (1994), лауреат Державної премії Удмуртії (1994) та лауреат міжнародного конкурсу.
Закінчив Казанську консерваторію по класу композиції (вчитель А. Б. Луппов) в 1976 році. З того ж року викладав в Іжевському музичному училищі. Член Спілки композиторів Росії (1978), голова Спілки композиторі Удмуртії.
Серед відомих творів — опера «Повстання» (1980, разом з батьком Германом Корепановим), балет «Соловей і троянда» (1988, за Оскаром Вайльдом), концерт для фагота з оркестром (1990). В концертному та педагогічному репертуарі переважає удмуртська музика. На основі мелодії пісні Германа Корепанова «Родной Кам шурмы» («Рідна Кама-ріка») створив музику Державного гімну Удмуртії, за що отримав Державну премію.